# Mohamed El Qasabgi
Mohamed El Qasabgi (en árabe: محمد القصبجي, o Muhammad Al Qasabji, o Muhammad Al Asabgi, Egipto,  15 de abril de 1892 - 25 de marzo de 1966) fue un músico y compositor egipcio considerado como uno de los cinco principales compositores de Egipto en el siglo XX. La mayoría de sus obras fueron para Umm Kalzum , Asmahan y Layla Murad, quienes cantaron la mayoría de sus grandes obras y partituras. Hasta hoy, la mayoría de los críticos musicales clasifican a Mohamed El Qasabgi como "el maestro del oud" debido a sus grandes habilidades musicales durante su vida.

## Biografía
Mohamed El Qasabgi, nació en 1892, en El Cairo. Creció en una familia musical donde su padre Ahmed al-Qasabgi era maestro de oud y compositor de varios artistas. Qasabgi, desarrolló un amor por la música desde muy joven y se apegó a ella luego de haberse formado en educación religiosa en la universidad Al-Azhar, donde estudio y memorizó el Noble Corán, letras, lógica y jurisprudencia. 
Su padre siempre lo incentivo a que incline su carrera a la profesión religiosa, pero la música era su verdadero interés aunque al poco tiempo de graduarse trabajó en el campo de la educación religiosa, al mismo tiempo en que tocaba y componía hasta que finalmente dejó la profesión docente y se dedicó por completo a las obras musicales. Su primera canción fue "Ma lysh malik fi alqalb ghyrk" (¿Por qué no tienes a alguien en tu corazón?), esta canción fue grabada con la voz del cantante Zaki Murad, el padre del artista, Layla Murad , quien fuera uno de los cantantes más famosos en ese momento. De aquí en adelante, Qasabgi, iniciaría su camino al estrellato como profesional de la música. 

### Su obra
En la mayoría de sus canciones hay una sensación real de puro espíritu oriental, mezclado con técnicas y gustos musicales europeos. Esto se vio principalmente en canciones como "Ya Toyour, Raa" "El Habeeb", "Ana Albi Daleeli". Dichas canciones y en muchas otras, fue reconocido ampliamente por la mayoría de los músicos y críticos de esa época, como un líder del desarrollo de la música oriental, al mezclara con las nuevas técnicas musicales e influencias traídas de las tradiciones clásicas occidentales de su tiempo.
Como músico, Qassabji fue un mentor de Oud para numerosos gigantes de la edad de oro de la música árabe. Entre ellos estaban Riad Al Sunbati, Farid al-Atrash y Mohammad Abdel Wahab. Mohamed al Qasabgi, era considerado como un eximio maestro del oud debido a sus grandes habilidades con este instrumento. Tal es así, que entre 1920 a 1923 el legendario Mohammad Abdel Wahab aprende el laúd en manos de Qasabgi.
Su capacidad musical lo llevó a componer junto con el compositor Riad Al Sunbati una de las operas originales Egipcias en 1942.

### Con Umm Kalzum
En el año de 1924, la famosa cantante Umm Kalzum comenzó a cantar la música de Qasabgi. En el mismo año, forma su propia banda musical oriental la que incluía grandes músicos. 3 años después, Mohamed El Qasabgi compone una canción llamada "In Kont Asameh" interpretada por Umm Kalzum. Esta canción fue una revolución ya que cambiaría el gusto de la música oriental de ese momento. Era tal el respeto que Umm Kalzum sentía por Qasabgi que después de su muerte en 1966, que mantuvo su silla vacía en el escenario de sus presentaciones, mostrando su honor y amor hacia este gran icono musical.

### Finales de su carrera y muerte
En 1948, Qasabgi, compone la última canción para Umm Kalzum, la que fuera también la última composición de su carrera al decir dejar de crear nuevas obras para darle paso a las nuevas generaciones de compositores como: Riad Al Sunbati, Mohammad Abdel Wahab, Baligh Hamdi, Mohammed Al Mougui, pero continuó siendo una figura destacada en la orquesta de Umm Kalzum como Laudista hasta su muerte el 25 de marzo de 1966 en El Cairo, Egipto.

## Obras notables
Las siguientes obras compuestas por Mohamed El Qasabgi se consideran clásicos esenciales, donde sin desfigurar el sentido de la música oriental pura se aprecian las nuevas técnicas musicales extranjeras occidentales aplicadas en ellas. Con estas canciones y muchas otras, se ganó el reconocimiento de la mayoría de sus compañeros músicos y cantantes, incluidos Umm Kalzum , Zakariyya Ahmad y Mohammad Abdel Wahab, como el maestro del nuevo espíritu musical.  
A continuación hay una lista de algunas de sus famosas obras.
- Zikrayati
- En Kuntu Asamih (1927)
- Enti Fakrani (1931)
- Leih Telawe'eni (1932)
- Ayyuhal Fulk  (1934)
- Fein El Oyoun (1934)
- Canciones de la película 'Widad' de (1935)
- Canciones de la película 'Nasheed El Amal' de (1937)
- Madame Teheb (1940)
- Asqiniha (1940)
- Ya Tuyoor (1941)
- Raa 'El Habeeb (1941)
- Opera Aida (1942) (Versión Egipcia) - Arreglos Mohamed El Qasabji y Riad Al Sunbati
- Hal Tayyam Al Ban (1942)
- Emta Ha Te'raf (1944)
- Ana Elli Astahel (1944)
- Ana Albi Daleeli (1948)

## Fechas importantes
- 1892 Nacimiento de El Qasabgi.
- 1917 Inicio de la carrera.
- 1920 Mohamed El Qasabgi compone canciones para grandes cantantes de la época, incluida la legendaria Mounira El Mahdeya .
- 1920 a 1923 El legendario Mohammed Abdel Wahab aprende el Oud en manos de Qasabgi.
- 1924 Umm Kalzum canta su música por primera vez. En el mismo año, forma su propia banda musical oriental que incluía grandes músicos.
- 1927 Mohamed El Qasabgi compone el monólogo In Kuntu Asamih interpretado por Umm Kalzum.
- 1933 Asmahan canta su música por primera vez.
- 1930 Mohamed El Qasabgi pasa a ser el compositor favorito de Umm Kalzum .
- 1941 Compone para Umm Kalzum una de sus más grandes obra de todos los tiempos, Raa 'El Habeeb .
- 1942 Él compone la primera ópera egipcia real, y es asistido por Riad Al Sunbati.
- 1948 Compone la última canción para Umm Kalzum, después de lo cual casi deja de componer hasta el año de su muerte dejando paso a las nuevas generaciones de compositores como: Riad Al Sunbati, Mohammad Abdel Wahab, Baligh Hamdi, Mohammed Al Mougui, pero sigue siendo una figura destacada en la orquesta de Umm Kalzum como Laudista hasta su muerte en 1966.